# Xylem Tube
Xylem Tube EP è un EP del musicista Richard D. James, pubblicato con lo pseudonimo Aphex Twin nel giugno 1992.
L'EP è stato pubblicato sono nella versione vinile 12 pollici. Tutte le tracce sono state ripubblicate nel 1994 nella compilation Classics.
L'EP è composto da quattro tracce in un inusuale stile acid house, incluso l'arpeggio di Polynomial-C e Tamphex, una traccia dance con campionamenti da uno spot pubblicitario della Tampax.

## Tracce
Lato A
1. Polynomial-C - 4:42
2. Tamphex (Headphuq Mix) - 6:28

Lato B
1. Phlange Phace - 5:18
2. Dodeccaheedron - 6:05